# منطقه شرق علیا
استان شرق علیا (به لاتین: Upper East Region) یک استان در غنا است که در شمالشرقی این کشور واقع شده‌است.

## خصوصیات
استان شرق علیا ۸٬۸۴۲ کیلومترمربع مساحت و ۱٬۰۴۶٬۵۴۵ نفر جمعیت دارد.